# CJ Bolland
Christian Jay Bolland, plus connu sous le diminutif CJ Bolland ou les pseudonymes BCJ, Space Opera ou Pulse, né le 18 juin 1971 à Stockton-on-Tees dans le Yorkshire au Royaume-Uni, est un musicien belge qui s'est fait connaître au milieu des années 1990 avec des titres comme Horsepower, Camargue, Nightbreed et Sugar Is Sweeter.

## Discographie
- 1992 The 4th Sign
- 1995 Electronic Highway
- 1996 The Analogue Theatre
- 2006 The 5th Sign
- 2009 500€ Cocktail